# Andreas Schoppius
Andreas Schoppius, auch: Andreas Schoppe (* um 1538 in Lebenstedt; † 17. April 1614 in Wernigerode) war ein deutscher lutherischer Theologe, Erbauungsschriftsteller und Chronist der Stadt Braunschweig.

## Leben
Nach Schulbesuch in Braunschweig bezog Schoppius 1555 die Universität Wittenberg, wo er vor allem die Vorlesungen Philipp Melanchthons besuchte. 1558 kehrte er als Lateinschullehrer an das Braunschweiger Martineum zurück, um 1561 abermals ein Studium an der Universität Rostock aufzunehmen, wo er 1562 den Grad eines Magisters erlangte und seinen Namen latinisierte. 1562 wurde er als zweiter Schulrektor nach Güstrow berufen, 1568 Pfarrer sowie Verwalter der Alvenslebenschen Bibliothek in Erxleben und folgte 1589 einem Ruf als Pfarrer, Schulaufseher und Lateinlehrer nach Wernigerode.
Schoppius verfasste als Vertreter der lutherischen Orthodoxie zahlreiche theologische Schriften. Zudem stammen von ihm Werke der Erbauungsliteratur. Literarisch bedeutend ist der Kurze Auszug der vornehmsten Historien und Geschichte der löblichen und weitgerühmten Stadt Braunschweig, der 1561 abgefasst und 1563 und wohl noch öfter überarbeitet wurde, aber nie im Druck erschien. Die Chronik wurde von seinem Amtsbruder Barthold Völkerling fortgesetzt.

## Werkauswahl
- Gründliche Antwort auf die Frage, ob eine ganze christliche Gemeinde und ein iglicher Christ von Gottes wegen Recht und Macht habe in allerlei Lehre zu urteilen und zu richten. 1570.
- Christliche Gründe und Ursachen, warum die heimliche Beiwohnung eines Mannes und Weibes, so weder mit öffentlichen Verlöbniß noch christlicher Zeremonien bestätigt, unter den Christen mit nichten zu leiden. Magdeburg 1576.
- Bericht ob die Erbsünde ein Wesen. Jena 1571.
- Rettung des heiligen Catechismi wider dem Schwarm der newen Manichäer und Substantiisten. Jena 1572.
- Leichenpredigt auf Joachim I. von Alvensleben, 1588
- Christliche und nöthige Warnung für dem erdichteten Lügengeist der falschen Propheten. Wittenberg 1596 auch unter dem Titel Weissagungen etlicher falschen Calenderschreiber. 1597 erschienen.